# Eternal Darkness: Sanity’s Requiem
Eternal Darkness: Sanity’s Requiem (с англ. — «Вечная тьма: Реквием по рассудку») — видеоигра в жанре survival horror, разработанная компанией Silicon Knights и выпущенная Nintendo в 2002 году на платформе Nintendo GameCube. Поначалу игру планировали выпустить на Nintendo 64.

## Игровой процесс
Одной из особенностей, привлёкших внимание прессы и игроков к игре, является «индикатор рассудка» — шкала, которая падает, когда главный герой видит врага или ужасающие вещи, и повышается в определённых случаях (например, когда главный герой производит на противнике добивающий приём). Когда шкала находится на нуле, происходят «эффекты безумия» — у главного героя могут возникать галлюцинации вроде отваливающихся от него конечностей, возникающих в неожиданных местах трупов или визуальных эффектов (бесконечных коридоров и лестниц, и т. д.). При этом «эффекты безумия» способны вмешиваться не только в состояние главного героя и окружения, но и непосредственно в саму игру: они могут удалять пользовательские сохранения, имитировать аварийное завершение игры и выключение телевизора, отключать геймпад игрока прямо во время битвы и изменять громкость звука.

## Сюжет
Сюжет игры развивается вокруг Александры Роивас (англ. Alexandra Roivas), студентки университета в Вашингтоне, которая в 2000 году расследует загадочное убийство своего деда Эдварда Роиваса (англ. Edward Roivas). Исследуя его особняк в Род-Айланде, она находит секретную комнату, в которой помимо других странных вещей лежит книга в переплёте, сделанном из человеческой кожи и кости — «Том Вечной тьмы» (англ. The Tome of Eternal Darkness). Читая книгу, она переживает сцену из жизни Пиуса Августа (англ. Pious Augustus), уважаемого римского центуриона, жившего в 26 году до н. э. Пиуса зовут за собой мистические голоса в подземную гробницу, где он выбирает один из трёх загадочных артефактов. Артефакт преобразует Пиуса в мага Лиша (англ. Liche), и делает рабом одного из трёх Старейшин, сильных богоподобных существ, чьи сущности заключены в артефактах.
Закончив чтение главы, Александра возвращается назад в своё время и находит новые главы Тома в особняке. С каждой новой главой Александра погружается во воспоминания новых персонажей. Каждая глава Тома более детально раскрывает сюжет игры и даёт и Александре знания и способности, нужные для дальнейшего продвижения по игре.

## Отзывы и продажи
| Сводный рейтинг    | Сводный рейтинг |
| Агрегатор          | Оценка          |
| ------------------ | --------------- |
| GameRankings       | 90,58 %         |
| Metacritic         | 92/100          |
| Иноязычные издания |                 |
| Издание            | Оценка          |
| AllGame            | [ 4 ]           |
| Eurogamer          | 9/10            |
| Famitsu            | 32/40           |
| Game Informer      | 9,5/10          |
| GameSpot           | 9,4/10          |
| IGN                | 9,6/10          |

Eternal Darkness: Sanity’s Requiem получила признание критиков и высокие оценки от различных изданий.
Продалась игра тиражом около 500 тысяч копий по всему миру. 